# American Dreamz
American Dreamz és una pel·lícula estatunidenca dirigida per Paul Weitz, estrenada el 2006. Les crítiques foren mitjanes i la pel·lícula va tenir una bona recaptació a taquilla.

## Argument
Per a fer pujar l'audiència, l'animador vedette recluta candidats totalment poca-soltes i convida en un show el president dels Estats Units, que vol animar el seu electorat.

## Repartiment
- Hugh Grant: Martin Tweed
- Dennis Quaid: El president Staton
- Mandy Moore: Sally Kendoo
- Willem Dafoe: El vicepresident Sutter
- Chris Klein: William Williams
- Jennifer Coolidge: Martha Kendoo
- Sam Golzari: Omer
- Marcia Gay Harden: La primera dama
- Seth Meyers: Chet Krogl
- John Cho: Ittles
- Judy Greer: Accordo
- Bernard White: Agha Babur
- Tony Yalda: Iqbal Riza
- Noureen DeWulf: Shazzy Riza
- Shohreh Aghdashloo: Nazneen Riza
- Perrey Reeves: Marni

## Al voltant de la pel·lícula
- El rodatge s'ha desenvolupat a Los Angeles de l'11 de juliol al 25 de setembre de 2005.
- La pel·lícula parodia l'emissió televisada americana American Idol.
- Les escenes desenvolupades a la Casa Blanca van ser rodades al set de la sèrie televisada The West Wing (1999).
- A destacar una petita aparició de Carmen Electra en el seu propi paper.

## Banda original
- Repartiment and Stripes Forever, composta per John Philip Sousa
- One, treta de la pel·lícula Chorus Line (1985), interpretada per Sam Golzari
- Luck Be a Lady, treta de la pel·lícula Guys and Dolls (1955), interpretada per Sam Golzari
- Impossible Dream, treta de la pel·lícula Man of La Mancha (1972), interpretada per Sam Golzari
- My Way, interpretada per Sam Golzari
- Greased Lightnin, treta de la pel·lícula Grease (1978), interpretada per Sam Golzari
- Super Freak, interpretada per Tony Yalda
- That's Entertainment, interpretada per The Jam
- Nights in White Satin, interpretada per The Moody Blues
- Mommy Don't Drink Me to Bed Tonight, interpretada per Mandy Moore
- (Girl) Let's Not Be Friends, interpretada per Joshua Wade Miller
- Rockin' Man, interpretada per Trey Parker
- Never Felt This Way Before, interpretada per Niki J. Crawford
- Lez Git Raunchy, interpretada per Adam Busch
- Dreams with a Z, interpretada per Mandy Moore
- Tea Time, interpretada per Joe Lervold
- Trail of Love, interpretada per The Razen Shadows i Teresa James
- Riza, interpretada per Pedro Eustache, Paul Livingstone, Faisal Zedan, Wael Kakish i Donavon Lerman